# Licq-Athérey
Licq-Athérey település Franciaországban, Pyrénées-Atlantiques megyében. Lakosainak száma 192 fő (2022. január 1.). Licq-Athérey Etchebar, Haux, Laguinge-Restoue, Larrau, Lichans-Sunhar és Sainte-Engrâce községekkel határos.

## Népesség
A település népességének változása:
| Lakosok száma | 239  | 212  | 215  | 207  | 204  | 201  | 198  | 197  | 192  |
|               | 2013 | 2015 | 2016 | 2017 | 2018 | 2019 | 2020 | 2021 | 2022 |